# Госпром
Госпро́м (Дом Государственной промышленности), Держпром (укр. Держпром (Будинок Державної промисловості)) — один из первых советских небоскрёбов, построенный в 1925—1928 годах на самой большой площади Харькова — площади Дзержинского (с 1996 года — площадь Свободы).
Памятник архитектуры в стиле конструктивизма.

## История
Харьковский Дом Государственной промышленности проектировался для «паевого товарищества строительства и эксплуатации домов госпромышленности в городе Харькове», в которое входили 22 государственных треста, Промышленный банк, Внешторг и Госторг Украинской ССР (в то время Харьков был столицей Украинской ССР).
Проект Дома Государственной промышленности был выбран в результате конкурса, который был объявлен 5 мая 1925 года. Авторами конкурсной программы являлись инженер-строитель Я. И. Кенский и профессор Харьковского технологического института А. Г. Молокин. На конкурс было представлено 19 проектов. 1-ю премию получил проект «Незваный гость» ленинградских архитекторов Сергея Саввича Серафимова, Самуила Мироновича Кравца и Марка Давидовича Фельгера.
Здание построено в рекордно короткие сроки — подготовительные работы начались летом 1925 года, сдача в эксплуатацию — 7 ноября 1928 года, к одиннадцатой годовщине Октябрьской революции. 8 мая 1926 года стройку посетил председатель ОГПУ СССР и Высшего совета народного хозяйства СССР Феликс Дзержинский. На торжественной закладке центрального корпуса, которая произошла 21 ноября 1926 года, зданию присвоили его имя.
Создание такого значительного объекта стало возможно благодаря главному инженеру строительства — П. П. Роттерту. Под его руководством на стройке были разработаны рабочие чертежи уникальной конструкции, проведена механизация работ (до 80 %), подготовлены специалисты — квалифицированные рабочие и инженеры, разработана технология индустриального железобетона и т. д.
После постройки, с 1928 по 1934 год, в здании размещался Совет Народных Комиссаров Украины. 7 июля 1933 года в собственном кабинете в пятом подъезде Госпрома покончил с собой (застрелился) глава правительства УССР, член ЦК ВКП(б) Николай Скрыпник.
Во время немецкой оккупации 1941—1943 годов на первом этаже была устроена конюшня, на других этажах в начале оккупации жили обезьяны, сбежавшие из расположенного рядом со зданием зоопарка. До 23 августа 1943 в Госпроме дожили три макаки-резуса, которым на 65-ю годовщину освобождения города, в августе 2008, был открыт памятник на территории зоопарка.
Перед отступлением в августе 1943, во время так называемой «очистки» Харькова, немцы заминировали Госпром, как и многие другие здания города, но взрыв был предотвращён неизвестным патриотом, который при этом погиб. Тогда здание подожгли, но железобетонному остову Госпрома это не нанесло вреда.
Здание восстановлено в 1944—1947 годах.
В 1955 году на крыше установлена одна из первых в СССР телевизионных вышек высотой 45 метров.
В 2000 году Госпром стал одним из двенадцати официальных символов Харькова.
К 350-летию Харькова была начата реконструкция Госпрома, рассчитанная до 2010 года.
Сейчас в здании Госпрома размещаяются около 170 различных организаций.
28 октября 2024 во время вторжения России в Украину ВС РФ нанесли удар управляемыми авиабомбами по одному из корпусов здания.

## Памятник архитектуры ЮНЕСКО
В 2004 году в Харькове прошла международная научно-практическая конференция «Конструктивізм в Україні», в рамках которой были высказаны замечания по проводимым на объекте работам. Зарубежные эксперты ИКОМОС член Правления польского комитета ICOMOS, профессор Отделения архитектуры Гданьской Политехники Романа Челатковска (Польша), профессор ЦАИ, ААА, УИА Джеймс Л. Тайтус (США), зав. отделом отечественной и зарубежной архитектуры ХХ, XXI века НИИТАГ, профессор МАРХИ, член московской группы Docomomo Ю. П. Волчок (Россия), зам. директора ГНИМА им. А. В. Щусева, член московской группы Docomomo И. А. Казусь настоятельно рекомендовали руководству ПЭП «Госпром» и городским архитектурным органам пересмотреть концепцию реконструкции.

Остекление, которое составляет более половины поверхности Госпрома, по мнению международных экспертов, было изуродовано окончательно. Дело не в том, что дуб был заменен алюминием, а в том, что двойные интересные рамы — и оконные, и на лестничных витражах — заменены плоскими стеклопакетами. Это очень исказило восприятие Госпрома.
— зав. кафедрой основ архитектуры ХГТУСА, к. арх. н. Александр Буряк
Экспертная оценка была широко отражена в прессе, были сделаны неверные выводы и проведена кампания, что памятник понёс большие потери и не может быть внесён в список памятников ЮНЕСКО. Это нанесло значительный вред мнению о необходимости подготовки комплекта научно-проектной документации по сохранению памятника и дальнейшему продвижению его в список всемирного наследия.
Несмотря на это в 2017 году Госпром всё-таки был внесён в предварительный список всемирного наследия ЮНЕСКО.

## Исторические факты

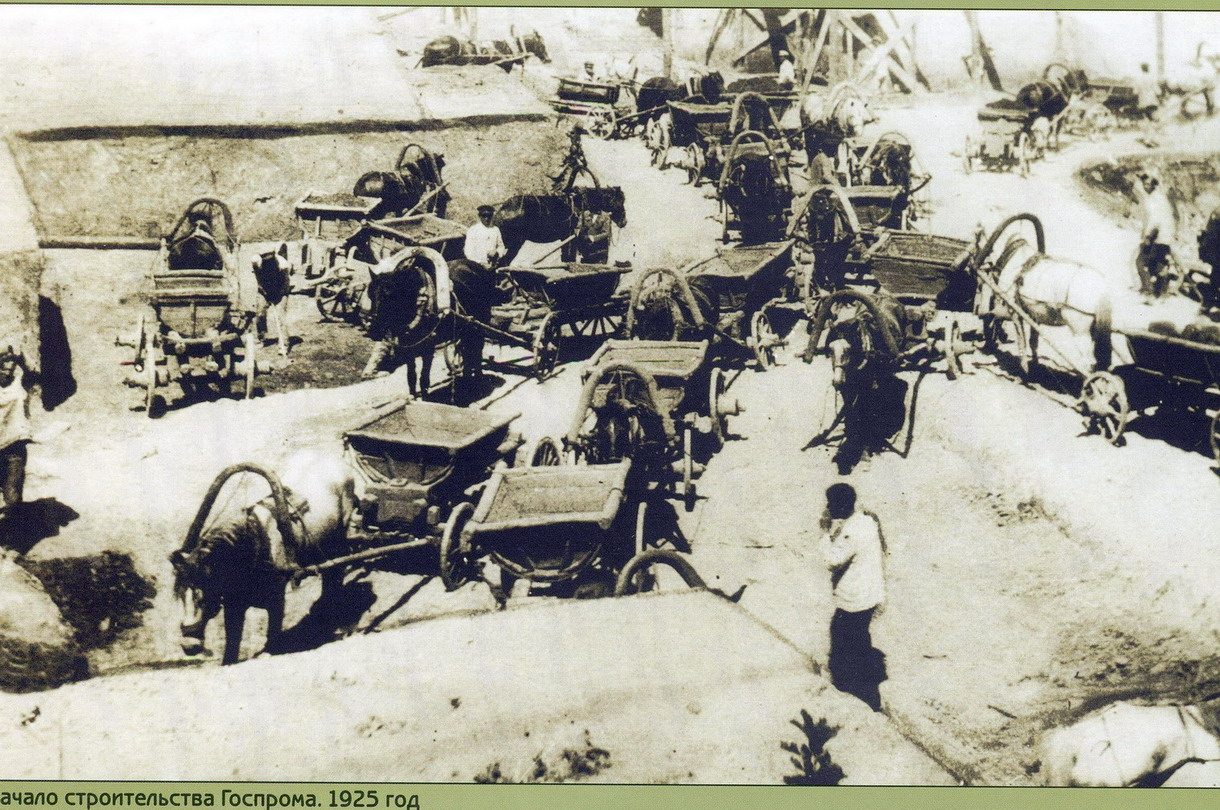
Вывоз земли на «грабарках». 1925

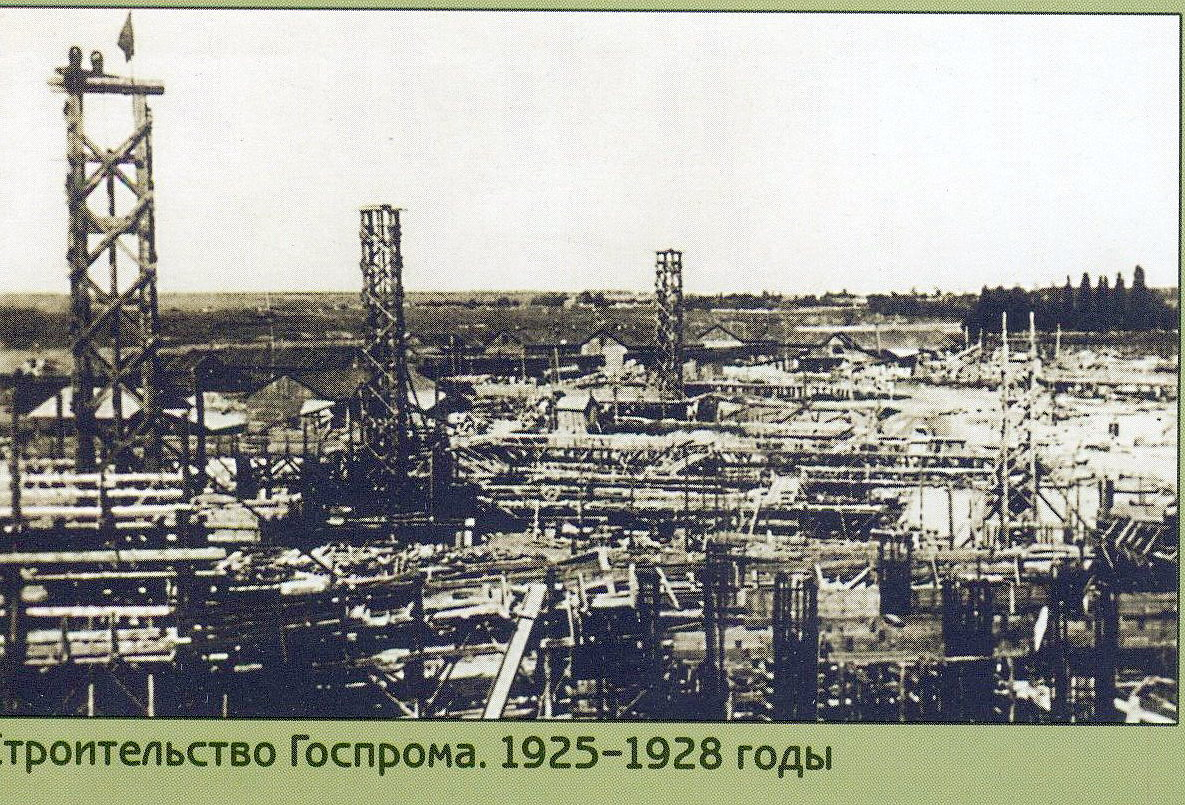
Ж/б работы. 1926

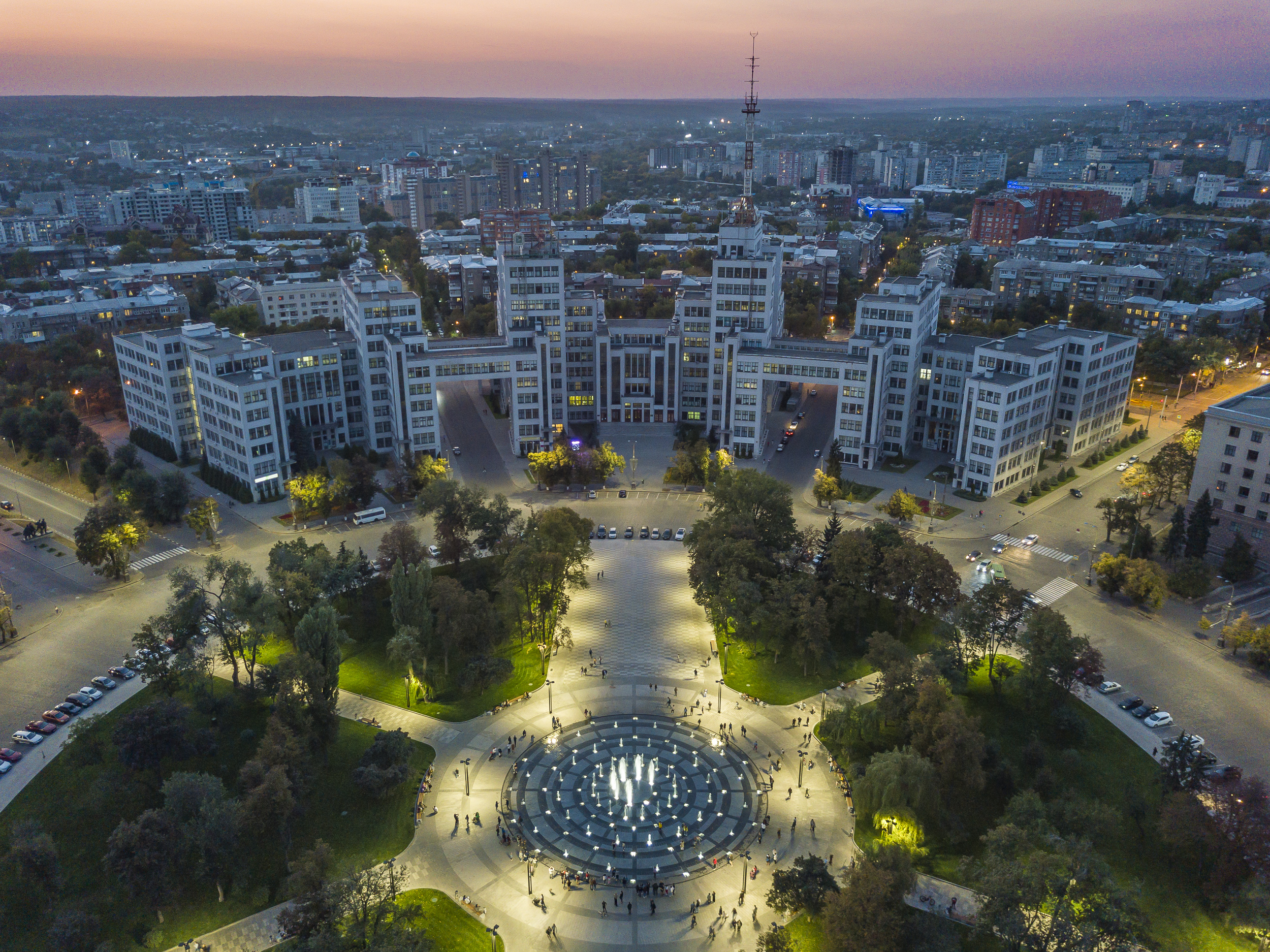
Вид на Госпром в 2020

- Высота здания Госпрома 63 м. Вместе с первой телевышкой, установленной в 1955 году, составляет 108 метров.
- Количество этажей: 13 (корпус с телевышкой).
- Полезная площадь помещений Госпрома составляет 60 тыс. м², площадь участка застройки 10760 м².
- Впервые в мире разработаны и применены точные расчёты сложных пространственных рамных железобетонных конструкций. Авторы нового способа (графо-аналитический метод постоянных точек) — харьковские инженеры-конструкторы А. Прейсфрейнд и М. Пайков.
- В конкурсе на сооружение Госпрома участвовал архитектор академик Алексей Бекетов, но его традиционный «бекетовский» проект из-за «старомодности» не смог конкурировать с молодыми архитекторами конструктивизма[8].
- Решение о строительстве здания и внеочередном финансировании строительства из союзного бюджета принято посетившим Харьков в 1926 году Ф. Э. Дзержинский. Стоимость строительства здания составила девять миллионов рублей.
- Строители бо́льшей частью вручную выкопали в земле котлован под здание объёмом 20 тысяч кубических метров и вывезли землю на лошадиной тяге на плоских телегах — «грабарках». Позже они выровняли неровное место под будущую площадь Дзержинского.
- Госпром начинал строиться при помощи человеческой и лошадиной энергии с применением примитивных инструментов и механизмов — лопат, носилок, тачек и т. д. К окончанию строительства работы были механизированы на 80 %. До пяти тысяч рабочих в день (зимой 500—600 человек), половина из которых жила в деревянных бараках, трудились в три смены и завершили строительство менее, чем за два с половиной рабочих сезона.
- В момент постройки это был самый большой в СССР (по другим данным, в Европе) «небоскрёб», который и сейчас впечатляет: его объём 347 тыс. м³. Материал — монолитный железобетон. Израсходовано 1315 вагонов цемента, 9000 т металла, 3700 вагонов гранита и 40000 м² стекла. В здании 4500 оконных проёмов, площадь наружного остекления — 17 гектаров[9].
- При рытье котлована 6-го подъезда были найдены кости мамонта. Сегодня кости мамонта находятся в музее естественной истории на ул. Тринклера. Поэт Владимир Маяковский написал по этому поводу стихотворение:

Где вороны бились, над падалью каркав,
в полотна железных дорог забинтованный,
столицей гудит украинский Харьков,
живой, трудовой и железобетонный.
- Предметы детально разработанного интерьера (стены, окна, лестничные перила, дверные ручки, оконные шпингалеты и так далее) содержат эксклюзивный рельеф с буквами ДГП.
- Первоначально, по рекомендации Харьковского НИИ гигиены, ручки на всех дверях Госпрома были медными. Медики предписали использовать медь, обладающую бактерицидными свойствами и, по данным тех лет, убивающую микробов.
- В 1930-х годах в зимний период на отопление здания расходовалось ежедневно до 25 тонн угля.
- 7 из 12 лифтов здания работают без замены с начала эксплуатации в 1928 году.
- Между тремя большими корпусами проходят улицы Юры Зойфера (до 2016 года — Анри Барбюса) и Ромена Роллана. Длина мостовых переходов над улицами — 26 м.
- Здание Госпрома возведено методом «плавающей опалубки» — прогрессивным на тот момент, — и поэтому представляет собой фактически монолитный массив железобетона. Отсюда высокая прочность здания. Также существует объяснение прочности, основывающееся на том, что Госпром состоит из группы разновысоких башен, соединённых переходами, в результате чего собственные резонансные частоты башен, накладываясь друг на друга, значительно ослабляют колебания всего строения (этот метод применяют в Японии при постройке небоскрёбов в сейсмоопасных зонах).
- В первоначальном проекте Госпрома внутренние перегородки вдоль здания отсутствовали. Здание фасадом специально направлено на восток так, чтобы заходящее солнце просвечивало его насквозь. Вместе с обширным остеклением это создавало эффект пространства, объёма и воздушности. В заходящих лучах солнца о́кна должны были пылать огнём.

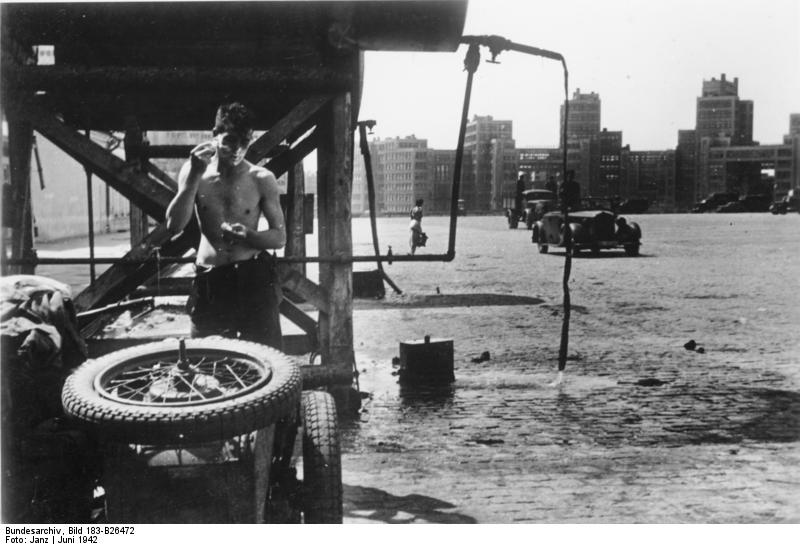
Немецкий солдат бреется на площади Дзержинского в Харькове (переименованной во время оккупации в "Площадь Вермахта") возле заправки автомобилей водой. На заднем плане Госпром.

- Немецкий солдат бреется на площади Дзержинского в Харькове ( переименованной во время оккупации в "Площадь Вермахта" ) возле заправки автомобилей водой. На заднем плане Госпром.Существует легенда, что площадь Дзержинского (Свободы) расчистили на субботнике харьковские чекисты перед приездом тяжело больного Ф. Э. Дзержинского и провели на ней парад в его честь.
- Первый в мире широкофюзеляжный самолёт, семимоторный самолёт-гигант К-7 был создан на ХАЗе в КБ Калинина в 1933 году. Его называли «воздушный Госпром»[10].
- Уникальный факт: оба раза, утром 16 февраля 1943 года и утром 23 августа, первыми освободили от немецкой оккупации сердце Харькова — Госпром и площадь Дзержинского — воины 183 стрелковой дивизии полковника Василевского. Только в феврале они вошли на площадь со стороны Алексеевки, а в августе — прямо по Сумской[11]. Символом победы стал красный флаг над Госпромом, водружённый утром 23 августа[11].
- В третьем подъезде Госпрома существует его музей, созданный в 1986—1987 годах при участии писателя Э. Звоницкого и академика архитектуры А. Лейбфрейда.
- Реконструкция Госпрома, проводимая современными методами в 2000-х годах, заняла в несколько раз больше времени, чем всё время его строительства примитивными методами в 1920-х. Госпром был построен за три года; реконструкция продолжается 7 лет и не закончена.

## В литературе и искусстве
- В произведении Ивана Багряного «Сад Гефсиманский» упоминается посаженный в тюрьму НКВД на Холодной Горе архитектор Госпрома.
- В фильме «Обломок империи» (1929), где события разворачиваются в Ленинграде, показаны кадры со зданием Госпрома.
- В фильме "Голод-33" (1991 года) главный герой приезжает в Харьков и засматривается на здание Госпрома.
- «Где вороны бились, над падалью каркав, в полотна железных дорог забинтованный, столицей гудит украинский Харьков, живой, трудовой и железобетонный». — Владимир Маяковский, «Три тысячи и три сестры».
- «Чудесная гармония, выражающая дух рабочего класса» — Максим Горький.
- «Организованная гора» — Анри Барбюс.
- «Чудо, увиденное в Харькове» — Теодор Драйзер.
- «Бетонно-стеклянные солнечные корпуса» — Олесь Гончар.
- «Железобетонная громада Госпрома — этот первый украинский небоскрёб» — Олесь Гончар.
- «Уже внизу повёртывался плотным скоплением серых кристаллов харьковский Дворец промышленности» — Валентин Катаев.
- «Знаменитый Дом» — Анатолий Рыбаков.
- «В синеве Госпром сияет серый, будто он в Алупке голубой» — Николай Ушаков.
- «С востока над городом вырастают крылья света, небо розовеет, свежо, лепестково отшумевшим дождём сверкают зелёные кроны деревьев, играют стеклом в отдалении стройные корпуса Госпрома» — Олесь Гончар.
- «Если конец, то только так, только там, на площади Дзержинского перед Госпромом, влететь и упасть, как падали когда-то гонцы — вестники победы на площадях античных городов…» — Олесь Гончар.
- Съёмкой Госпрома начинается 6-я серия телефильма «Старая крепость».
- В 2004 году НБУ выпустил юбилейную монету достоинством 5 гривен 350 лет Харькову, на оборотной стороне которой отчеканен вид Госпрома сверху со стороны мединститута.
- В 2004 году Укрпочта выпустила почтовую марку 350 лет Харькову, на которой в центре изображён вид Госпрома со стороны площади Свободы.
- Госпром присутствует на карте «Харьков» в многопользовательской онлайн-игре «World of Tanks».
- «Серый каземат рождения тридцатых годов, где помещаются испокон веков харьковские бюрократические учреждения» — Эдуард Лимонов.

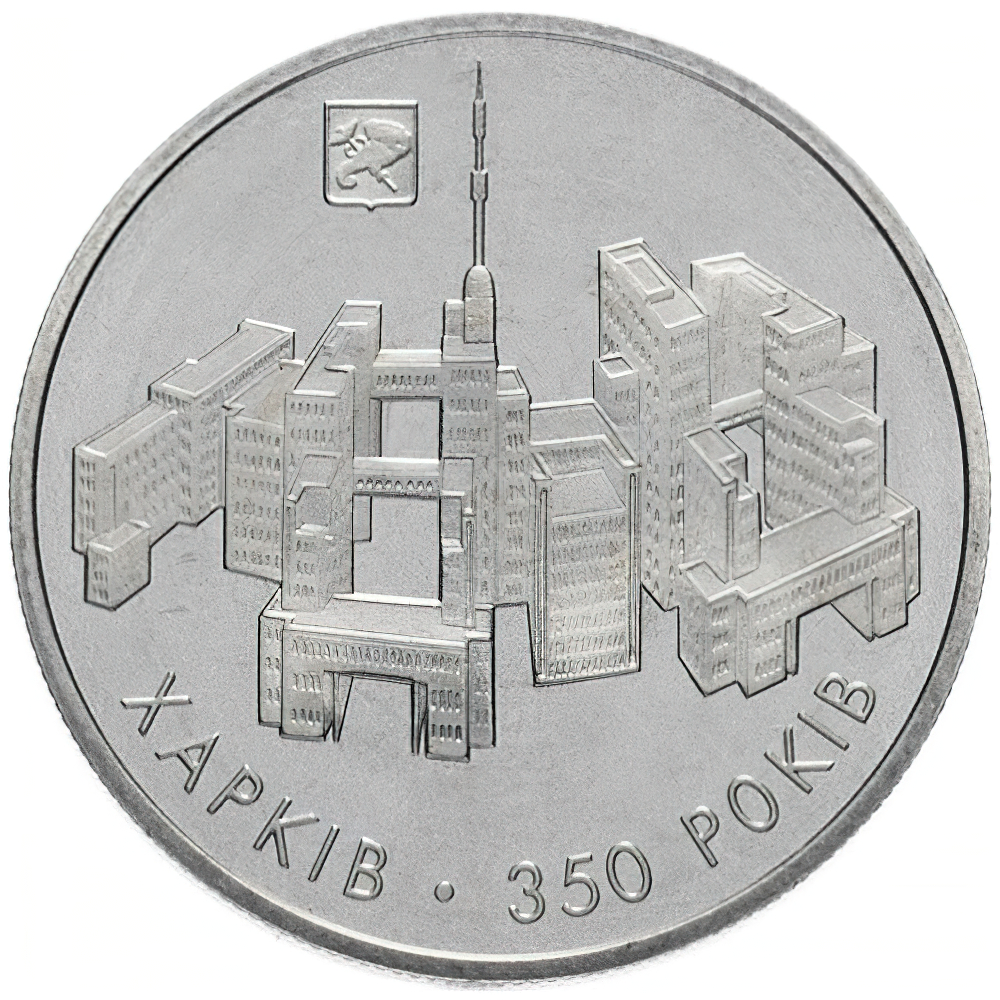
Юбилейная монета 350 лет Харькову номиналом 5 гривен, 2004
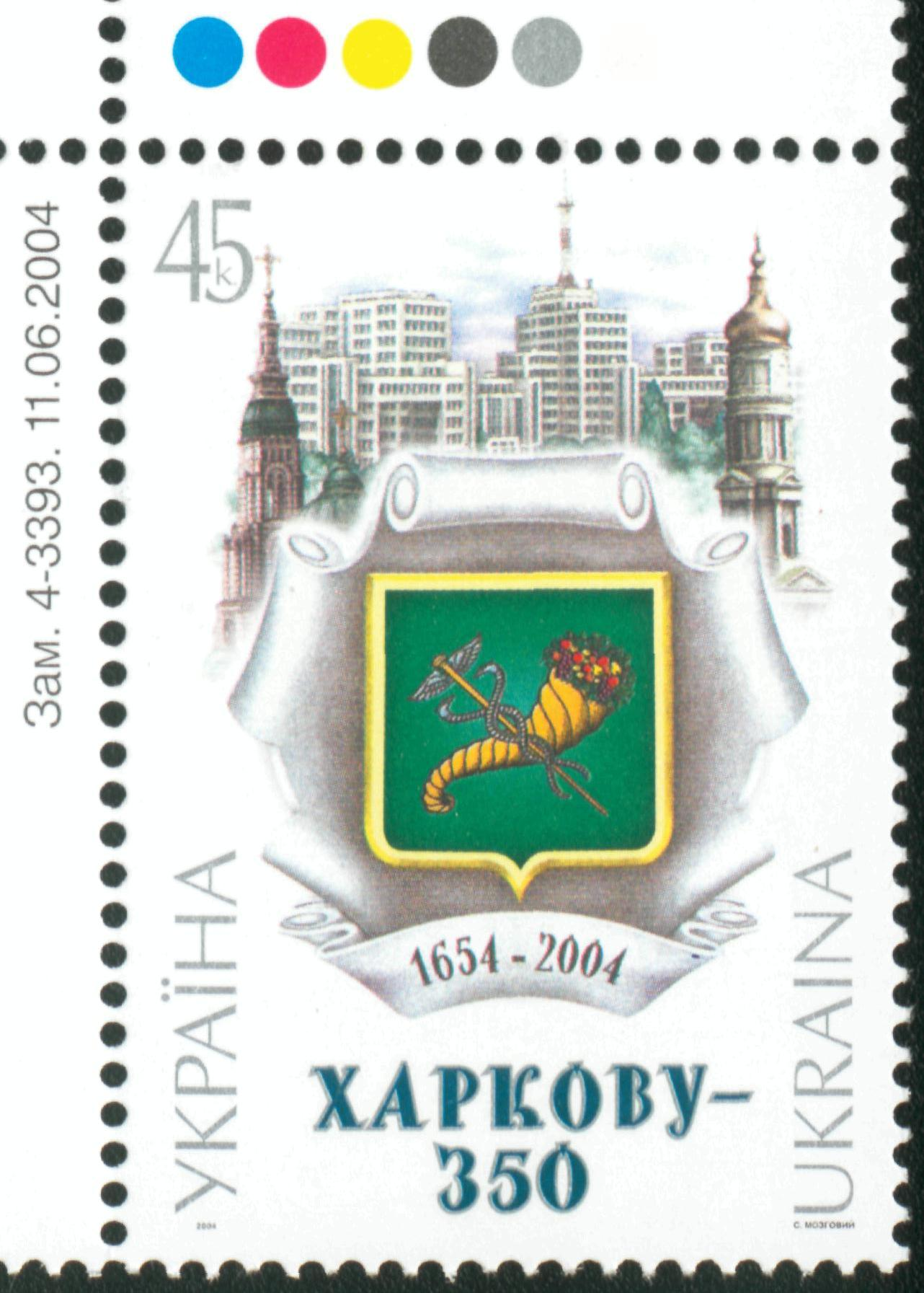
Почтовая марка к 350-летию Харькова с изображением Госпрома, 2004
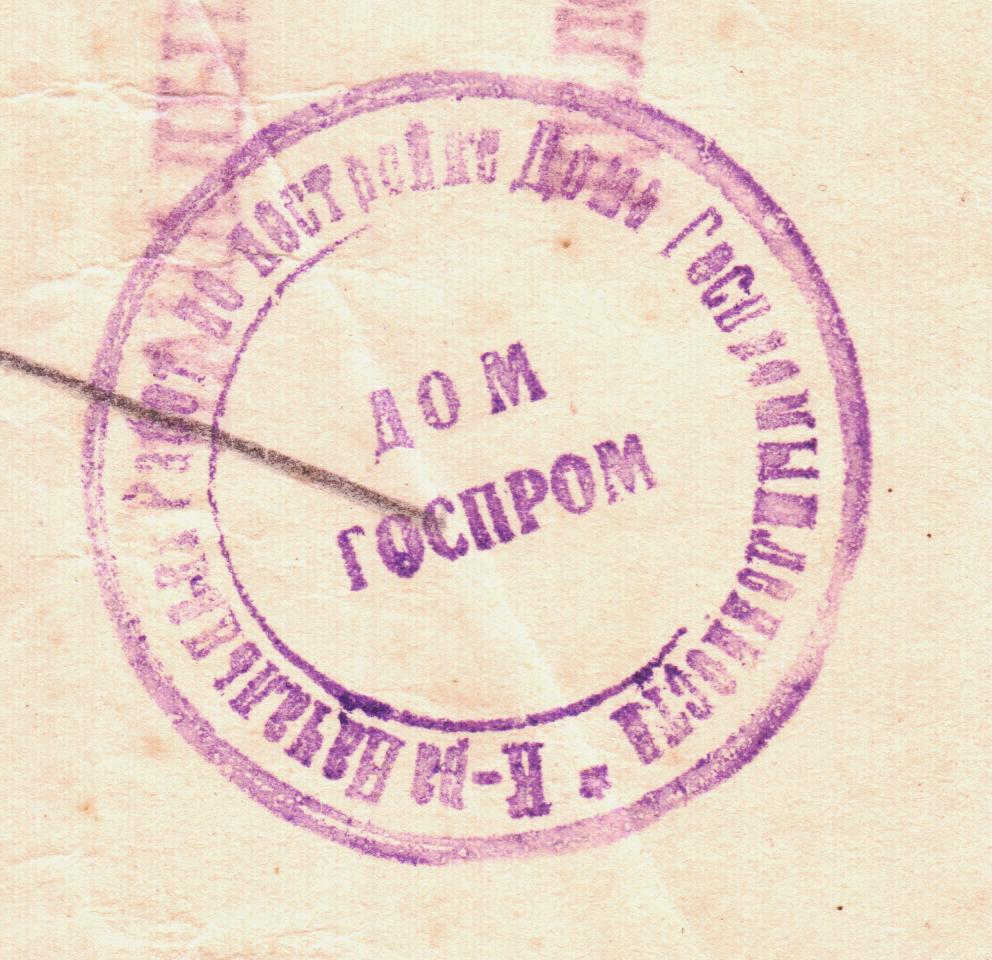
Печать "Дом Госпром", 1927